# Ачагуа
Ачагуа (Achagua, Achawa, Ajagua, Xagua) — находящийся под угрозой исчезновения индейский язык, который относится к аравакской языковой семье, на котором говорит народ ачагуа, проживающий в населённом пункте Умапо, на правом берегу реки Мета, между реками Пуэрто-Гайтан и Пуэрто-Лопес, департамента Мета в Колумбии. Подсчитано, что на языке говорит 250 человек, многие из которых также говорят на пиапоко (похож на него) и испанском языках.
Язык «понарес» происходит из прозвища и, возможно, раньше был пиапоко или ачагуа.